# Trilistna krivulja
Trilistna krivulja (tudi trifolija) je ravninska krivulja, ki ima v kartezičnem koordinatnem sistemu enačbo
{\displaystyle (x^{2}+y^{2})^{2}=2ay(y^{2}-x^{2})\,}
Enačbo krivulje lahko napišemo tudi v drugi obliki
{\displaystyle (x^{2}+y^{2})^{4}=a^{2}(x^{3}-3xy^{2})^{2}} 
V polarnem koordinatnem sistemu  pa je enačba trilistne krivulje
{\displaystyle r=-a\cos(3\theta )\,}.
Krivuljo prištevamo med vrtnice (rodoneje). 
Posebni obliki vrtnice sta tudi dvolistna krivulja (bifolija) in bifoliata

## Ploščina trilistne krivulje
Ploščina, ki jo obsega trilistna krivulja je 
{\displaystyle P=1/2a^{2}\int _{0}^{\pi }\cos ^{2}(3\theta )d\theta =3a^{2}\int _{0}^{\pi /6}\cos ^{2}(3\theta )d\theta =1/4\pi a^{2}} .

## Ukrivljenost
Funkcija ukrivljenosti je enaka
{\displaystyle \kappa (t)={\frac {14-4\cos(6t)}{a[5-4\cos(6t)]^{3/2}}}}